# バール (シュヴァーベン)
バール (シュヴァーベン) (ドイツ語: Baar (Schwaben)) はドイツ連邦共和国バイエルン州シュヴァーベン行政管区のアイヒャッハ＝フリートベルク郡に属す町村（以下、本項では便宜上「町」と記述する）で、ペットメス行政共同体を構成する市町村の一つである。

## 地理

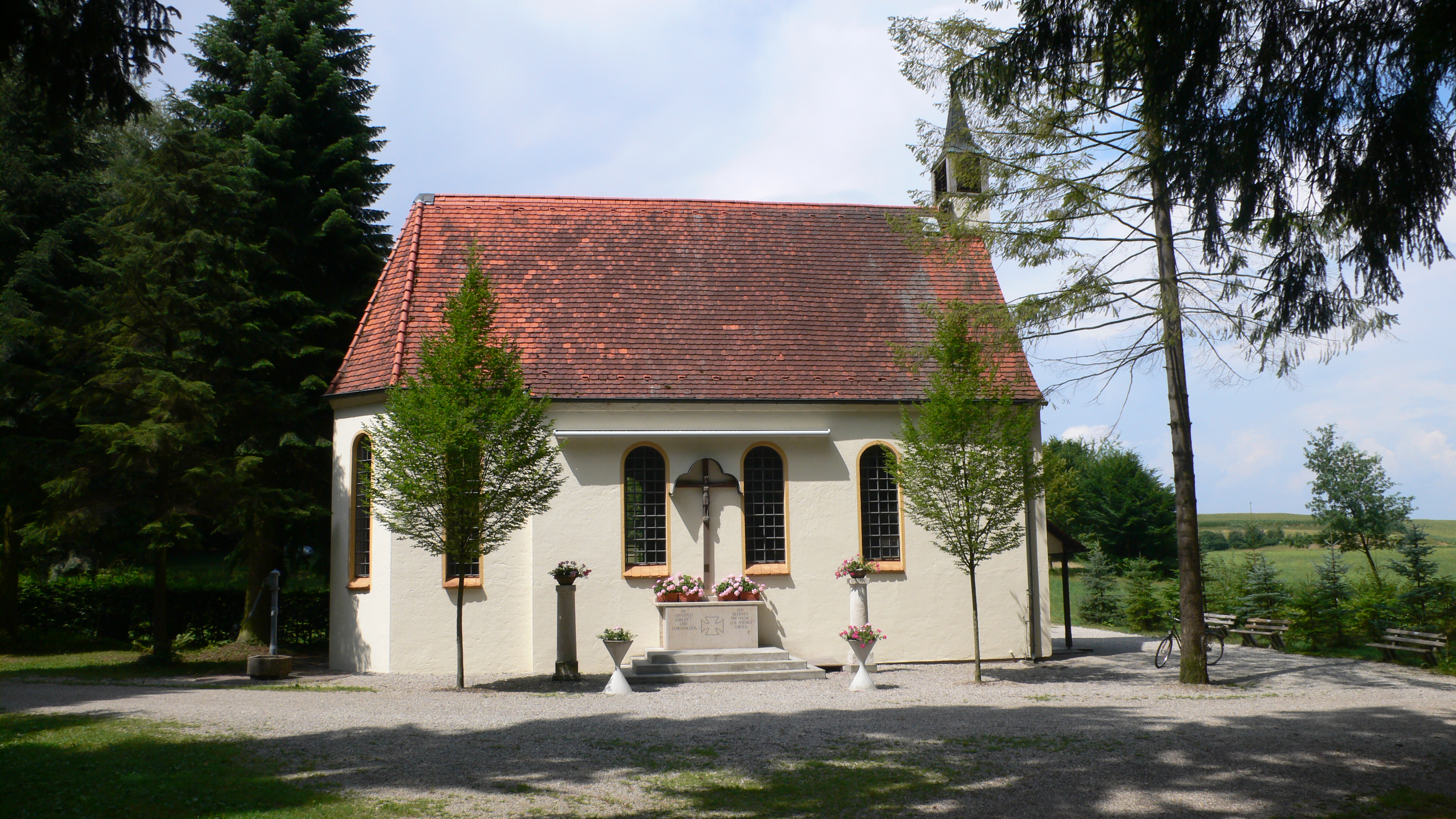
悲しみのマリア礼拝堂

### 自治体の構成
この町は、公式には7つの地区 (Ort) からなる。このうち小集落や孤立農場などを除く集落を以下に列記する。
- デュルンベルク
- ハイムパースドルフ
- オーバーパール
- ウンターパール

バール町内のティーアハウプテンへ向かう街道沿いに小さな悲しみのマリア巡礼礼拝堂がある。

### 隣接する市町村
北から時計回りに列記する。
- ホルツハイム（ドナウ＝リース郡）
- ライン（ドナウ＝リース郡）
- ペットメス（アイヒャッハ＝フリートベルク郡）
- ティーアハウプテン（アウクスブルク郡）

## 歴史
バールは1972年に、それまで独立した町村であったウンターバールとオーバーバールが合併して成立した。1978年5月1日にバールはティーアハウプテンと合併した。しかし住民間でトラブルが起き、1994年1月1日に再び自治体として分離・独立し、これ以後アイヒャッハ＝フリートベルク郡のペットメス行政共同体に加盟している。

## 行政
町長はローマン・ペキス (Wählergemeinschaft Baar) である。

### 町議会
町議会は第1町長、名誉職の第2町長および11人の議員で構成される。

### 紋章
図柄: 銀の斜め波帯で黒地（向かって右上）と青地（向かって左下）に二分割。向かって右上には赤い冠を被り、赤い舌を出した金の獅子の頭部。向かって左下は3つの金の星。

## 文化と見所
- 悲しみのマリア礼拝堂へは18世紀から定期的に巡礼が行われている。

## 引用
1. ↑  https://www.statistikdaten.bayern.de/genesis/online?operation=result&code=12411-003r&leerzeilen=false&language=de Genesis-Online-Datenbank des Bayerischen Landesamtes für Statistik Tabelle 12411-003r Fortschreibung des Bevölkerungsstandes: Gemeinden, Stichtag (Einwohnerzahlen auf Grundlage des Zensus 2011)
2. ↑  Bayerische Landesbibliothek Online
3. ↑  “Wahl des ersten Bürgermeisters - Kommunalwahlen 2020 in der Gemeinde Baar (Schwaben) - Gesamtergebnis”. 2021年4月4日閲覧。